# Zuiderdiep 192 (Tweede Exloërmond)
Het woonhuis aan het Zuiderdiep 192 is een monumentaal pand in de Drentse plaats Tweede Exloërmond.

## Beschrijving
Het woonhuis aan het Zuiderdiep 192 in de Tweede Exloërmond werd in 1914 gebouwd in opdracht van de landbouwer Jakob Prummel als woonhuis voor hem en zijn vrouw Catharina Topper. Al daarvoor had Prummel in 1911 aan de linkerzijde naast deze woning een boerderij laten bouwen voor zijn zoon Harm. Beide panden liet hij ontwerpen door zijn neef de veenkoloniale architect Klaas Prummel. Bij de vormgeving van het woonhuis gebruikte de architect, evenals bij de boerderij, elementen uit de jugendstil. Het zijn beide ontwerpen uit de vroegste periode van zijn loopbaan als architect. De voorgevel van het woonhuis is asymmetrisch vormgegeven. Links in de voorgevel bevindt zich een dubbel venster met bovenlichten onder een hoefijzervormige boog met decoratieve geometrische figuren in het gepleisterde veld. Rechts in de gevel is een driezijdige erker onder een tentdak. De erker heeft dubbele ramen met bovenlichten aan de voorzijde en enkele ramen met bovenlichten in de twee schuine zijden. In de geveltop zijn drie ramen, een groot raam geflankeerd door twee kleinere ramen. De entree bevindt zich in een portiek met stoep in de linkerzijgevel. Ook bij het portiek is gebruikgemaakt van een hoefijzervormige boog van baksteen als decoratief element. De horizontale witte banden dienen eveneens als gevelversiering.
De opdrachtgever liet naast de voordeur van de naastgelegen boerderij twee tegels aanbrengen met de initialen van hemzelf en van zijn vrouw "J.H.J.P." en "C.K.T." met het bouwjaar "1911".
Het woonhuis is erkend als rijksmonument vanwege het stedenbouwkundig belang. Het ontwerp van de woning is een van de vroegere werken uit het oeuvre van de architect Prummel, waarbij hij gebruik maakte van elementen uit de jugendstil. Het geheel van woning en de naastgelegen boerderij wordt gezien als een samenhangend monumentaal complex, beeldbepalend gelegen aan het inmiddels gedempte Zuiderdiep, een van de Drentse Monden, een zijkanaal van het Stadskanaal.